# Philotheca langei
Philotheca langei är en vinruteväxtart som beskrevs av F.H. Mollemans. Philotheca langei ingår i släktet Philotheca och familjen vinruteväxter. Inga underarter finns listade i Catalogue of Life.